# Steganiodes
Steganiodes là một chi bướm đêm thuộc họ Noctuidae.